# Avia BH-5
O Avia BH-5 foi um sucessor direto das primeiras aeronaves da Avia, o BH-1 (1920) e o BH-3 (1921), pelos jovens engenheiros Pavel Beneš e Miroslav Hajn. Em contraste, entretanto, era significativamente mais forte e melhor desenvolvido aerodinâmica e tecnologicamente. Da mesma forma, era uma aeronave com dois assentos, construída inteiramente em madeira, com sua asa coberta com madeira compensada.

## História
Esta aeronave voou pela primeira vez em 14 de junho de 1923. Era originalmente motorizado com um Anzani 6A3 de seis cilindros, com uma potência de 51 kW (68,4 hp). Posteriormente, utilizou o motor Walter NZ-60, o primeiro motor aeronáutico checoslovaco projetado especificamente para aviões desportivos e de treinamento. Era um motor radial de quatro tempos e cinco cilindros, refrigerado a ar, com distribuição OHV (uma válvula de admissão e uma de exaustão por cilindro), com sistema de lubrificação por pressão e um cárter seco. O motor girava diretamente uma hélice no sentido horário. Em julho e agosto de 1923, venceu seu primeiro troféu internacional, tendo prestígio pela primeira vez na história como uma aeronave desportiva. Zdeněk Lhota participou no Tour Internacional em Bruxelas entre 29 de julho e 1 de agosto de 1923 nesta aeronave (L-BOSA), onde ficou em primeiro lugar. Ele então venceu a "Copa do Rei Belga" e o prêmio do Aeroclube Belga. A singularidade desta corrida foi que o Rei Alberto I pessoalmente entregou o troféu a Lhota. Ele foi e voltou de Bruxelas voando com a aeronave. O voo de volta contou com uma parada em Mainz, mantendo uma velocidade média de 138 km/h (74,5 kn), desempenho interessante para sua época, não apenas na categoria de aeronaves desportivas. Desta forma, a aeronave desportiva da Avia entrou destacando-se no cenário internacional.  No mesmo ano, o BH-5 venceria na categoria "D" da corrida do Presidente da República Checoslovaca, com a fábrica vindo a receber um prêmio em dinheiro de CZK 5.000.

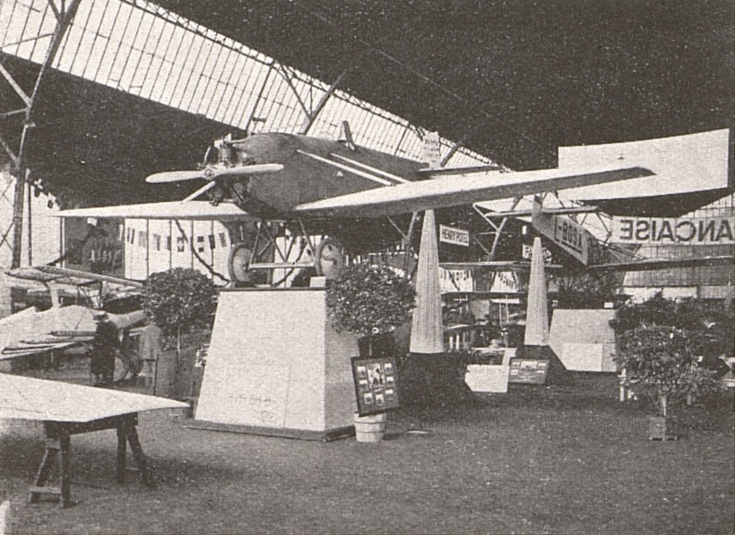
Avia BH-5 (L-BOSA) no Show aéreo de Praga (1924)

Baseado nestes sucessos e na participação em manobras militares em setembro de 1923, o Exército Checoslovaco também se interessou pela aeronave. Foi uma boa prática, pois no período antes da Primeira Guerra Mundial os fabricantes de aeronaves franceses estavam tentando vender suas aeronaves para a Checoslováquia. Em 1923, a Avia também conseguiu, após testes militares, um pedido em série das aeronaves Avia BH-9, BH-10 e posteriormente BH-11, que com sucesso venceram em muitas corridas nacionais e internacionais, batendo uma série de recordes nos anos seguintes. O BH-5, por sua vez, teve apenas uma unidade produzida, servindo após os testes militares como avião de treinamento e de transporte de malotes.
A aeronave foi exibida no Show aéreo de Praga em 1924.

## Eventos comemorativos
Em 2007, o Esquadrão Histórico da República Checoslovaca voou com uma réplica fiel do BH-5, equipada com o motor original, NZ-60. Em 2008, os membros desta organização repetiram o voo para Bruxelas de 1923, desta vez acompanhado por um BH-1.